# Zundert (bière)
Pour les articles homonymes, voir Zundert (homonymie).
La Zundert est une bière trappiste entre 2013 et 2025, brassée par la brasserie De Kievit au sein de l'abbaye Notre-Dame-du-Refuge de Zundert, dans le Sud des Pays-Bas non loin de la frontière belge. 
Jusqu'en 2025, il s'agissait de l'une des onze bières trappistes labellisées commercialisées dans le monde et l'une des deux bières trappistes néerlandaises avec la Trappe. Elle n'était brassée que par 2 moines de l'abbaye et un maître brasseur.
Le 10 décembre 2013, elle a reçu l'autorisation de porter le logo Authentic trappist product (ATP). En 2025, l'abbaye annonce fermer ses portes en septembre, entrainant la perte du logo ATP.

## Variétés
La Zundert 8 une bière ambrée avec une teneur en alcool de 8 %.
Depuis 2018, la Zundert 10 est produite. Il s'agit d'une bière brune quadruple avec une teneur en alcool de 10 %.